# ミュージック・ペンクラブ音楽賞
ミュージック・ペンクラブ音楽賞 (ミュージック・ペンクラブ おんがくしょう) は、ミュージック・ペンクラブ・ジャパンが毎年発表している音楽賞である。

## 概要
「ミュージック・ペンクラブ音楽賞」は、1987年に「音楽執筆者協議会」 (現・ミュージック・ペンクラブ・ジャパン) によって「音楽執筆者協議会賞」として設立された。「音楽執筆者協議会」は、1994年に「ミュージック・ペンクラブ・ジャパン」へと名称を変更。それに伴い、会が発表する音楽賞の内容が検討し直され、1997年度からは、賞の名称も「ミュージック・ペンクラブ賞」へと変更された。さらに2005年度からは「ミュージック・ペンクラブ音楽賞」となり現在に至っている。

### 特徴
本賞は、少数の選考委員が選ぶ従来型の賞とは異なり、約160名の全会員による自主投票によって選定される。なお、会員の投票権は、自らの専門領域のみならず他の分野にも及んでいる。賞を主宰するミュージック・ペンクラブ・ジャパンによると、本賞は「今日、音楽文化のジャンル分けが意味を持たなくなっている状況に呼応し、会員相互の分野を越えた交流をはかっている、当会の性格を端的に示している。」という。

### 対象・選考
賞の対象は、基本的に、日本でその年に公開または発表された音楽界の全プロダクツやイベントとされている。それは録音録画の形で発売されたもの、公演、著作、技術開発を含んでいる。授賞対象者は音楽家、企画者、著者、制作メディアの担当者をはじめとする創造にかかわった当事者である。選考基準は、「クラシック」「ポピュラー」「オーディオ」の分野ごとに設けられ、各分野で授賞対象者をノミネートする仕様となっている。ノミネートされた授賞対象者は、最終的に全会員の分野を超えた投票によって決定される。贈呈式は、毎年3月末もしくは4月初頭に行われるミュージック・ペンクラブ・ジャパン総会の席で行なわれる。

## 主な受賞

### クラシック部門
| 回 (年度)         | 受賞者                       |
| ----------------- | ---------------------------- |
| 第26回 (2013年度) | 山根弥生子                   |
| 第27回 (2014年度) | イリーナ・メジューエワ       |
| 第28回 (2015年度) | 小山実稚恵（ピアノ）         |
| 第29回 (2016年度) | 舘野泉（ピアノ）             |
| 第30回 (2017年度) | 小倉貴久子（フォルテピアノ） |
| 第31回 (2018年度) | 佐藤俊介（ヴァイオリン）     |
| 第32回 (2019年度) | 河村尚子（ピアノ）           |
| 第33回 (2020年度) | 小菅優（ピアノ）             |
| 第34回 (2021年度) | 池田香織（メゾ・ソプラノ）   |
| 第35回 (2022年度) | 藤田真央（ピアノ）           |
| 第36回 (2023年度) | 山田和樹（指揮）             |

| 回 (年度)         | 受賞者                                                                  |
| ----------------- | ----------------------------------------------------------------------- |
| 第26回 (2013年度) | 御喜美江と仲間たち                                                      |
| 第27回 (2014年度) | ヴォーカル・アンサンブル カペラ                                         |
| 第28回 (2015年度) | アントネッロ（古楽アンサンブル）                                        |
| 第29回 (2016年度) | 古典四重奏団（弦楽四重奏）                                              |
| 第30回 (2017年度) | 鈴木雅明（音楽監督・指揮） バッハ・コレギウム・ジャパン（合唱＆管弦楽） |
| 第31回 (2018年度) | 新国立劇場合唱団                                                        |
| 第32回 (2019年度) | 東響コーラス                                                            |
| 第33回 (2020年度) | 篠崎“まろ”史紀「MARO ワールド」                                         |
| 第34回 (2021年度) | 葵トリオ（ピアノ三重奏）                                                |
| 第35回 (2022年度) | ラ・フォンテヴェルデ                                                    |
| 第36回 (2023年度) | 濱田芳通&アントネッロ                                                   |

| 回 (年度)         | 受賞者                                                    |
| ----------------- | --------------------------------------------------------- |
| 第26回 (2013年度) | 日生劇場ライマン・プロジェクト                            |
| 第27回 (2014年度) | 京都市交響楽団                                            |
| 第28回 (2015年度) | 公益財団法人 札幌交響楽団                                 |
| 第29回 (2016年度) | 兵庫芸術文化センター管弦楽団                              |
| 第30回 (2017年度) | シルヴァン･カンブルラ （指揮） 読売日本交響楽団（管弦楽） |
| 第31回 (2018年度) | 公益財団法人NHK交響楽団                                   |
| 第32回 (2019年度) | ジョナサン・ノット指揮 東京交響楽団                       |
| 第33回 (2020年度) | 滋賀県立芸術劇場 びわ湖ホール                             |
| 第34回 (2021年度) | 東京二期会                                                |
| 第35回 (2022年度) | 新国立劇場                                                |
| 第36回 (2023年度) | 日本フィルハーモニー交響楽団                              |

| 回 (年度)         | 受賞者                                                                |
| ----------------- | --------------------------------------------------------------------- |
| 第26回 (2013年度) | 東京シンフォニエッタ                                                  |
| 第27回 (2014年度) | 読売日本交響楽団                                                      |
| 第28回 (2015年度) | 公益財団法人 サントリー芸術財団                                       |
| 第29回 (2016年度) | 京都市交響楽団（60周年記念特別演奏会 シュトックハウゼン：グルッペン） |
| 第30回 (2017年度) | 西川竜太（合唱指揮者）                                                |
| 第31回 (2018年度) | 細川俊夫オペラ「松風」（新国立劇場）                                  |
| 第32回 (2019年度) | 名古屋フィルハーモニー交響楽団                                        |
| 第33回 (2020年度) | 藤倉大（作曲家）                                                      |
| 第34回 (2021年度) | 松平敬（バリトン）                                                    |
| 第35回 (2022年度) | 神奈川県民ホール「フィリップ・グラス《浜辺のアインシュタイン》」      |
| 第36回 (2023年度) | 西村朗（作曲家）                                                      |

| 回 (年度)         | 受賞者   | 対象                                                         |
| ----------------- | -------- | ------------------------------------------------------------ |
| 第26回 (2013年度) | 西原稔   | 「シューマン 全ピアノ曲の研究」上・下                        |
| 第27回 (2014年度) | 後藤暢子 | 「山田耕筰 作るのではなく生む」                              |
| 第28回 (2015年度) | 千葉優子 | 「筝を友として 評伝 宮城道雄＜人・音楽・時代＞」             |
| 第29回 (2016年度) | 小野光子 | 「武満徹 ある作曲家の肖像」                                  |
| 第30回 (2017年度) | 神部智   | 「シベリウス」                                               |
| 第31回 (2018年度) | 礒山雅   | バッハ研究                                                   |
| 第32回 (2019年度) | 松平敬   | 「シュトックハウゼンのすべて」                               |
| 第33回 (2020年度) | 礒山雅   | 「ヨハネ受難曲」                                             |
| 第34回 (2021年度) | 沼野雄司 | 「現代音楽史‐闘争しつづける芸術のゆくえ」                    |
| 第35回 (2022年度) | 吉原真里 | 「親愛なるレニー レナード・バーンスタインと戦後日本の物語」  |
| 第36回 (2023年度) | 平間充子 | 「古代日本の儀礼と音楽・芸能: 場の論理から奏楽の脈絡を読む」 |

### ポピュラー部門
| 回 (年度)         | 受賞者                   | 受賞作品                 |
| ----------------- | ------------------------ | ------------------------ |
| 第30回 (2017年度) | 坂本龍一                 | 『async』                |
| 第31回 (2018年度) | 宇多田ヒカル             | 『初恋』                 |
| 第32回 (2019年度) | 氷川きよし               | 『限界突破×サバイバー』  |
| 第33回 (2020年度) | 宮本貴奈                 | 『Wonderful World』      |
| 第34回 (2021年度) | 山田参助とG.C.R.管絃楽団 | 『大土蔵録音 2020』      |
| 第35回 (2022年度) | 海野雅威                 | 『Get My Mojo Back』     |
| 第36回 (2023年度) | 挾間美帆                 | 『ビヨンド・オービット』 |

| 回 (年度)         | イベント名 |
| ----------------- | --- |
| 第29回 (2016年度) | サラヴァレーベル50周年事業（サラヴァ・レーベル）                                                                            |
| 第30回 (2017年度) | 上原ひろみ×エドマール・カスタネーダ                                                                                         |
| 第31回 (2018年度) | 内田裕也プロデュース 「46th New Years World Rock Festival」                                                                 |
| 第32回 (2019年度) | 大田区文化振興協会主催公演 下丸子JAZZ倶楽部                                                                                 |
| 第33回 (2020年度) | 該当なし |
| 第34回 (2021年度) | フジロック(主催：スマッシュ)とスーパーソニック(主催：クリエイティブマンプロダクション)                                      |
| 第35回 (2022年度) | The 30thハママツ・ジャズ・ウィーク/ヤマハ・ジャズ・フェスティバル （主催：浜松市、静岡新聞社・静岡放送、ヤマハ株式会社 他） |
| 第36回 (2023年度) | “わ”で奏でる東日本応援コンサート 2023 in 東京 (セイコーグループ株式会社)                                                    |

| 回 (年度)         | 受賞者                         |
| ----------------- | ------------------------------ |
| 第29回 (2016年度) | ゆげみわこ（ヴォーカル）       |
| 第30回 (2017年度) | tea（ヴォーカル）              |
| 第31回 (2018年度) | 甲田まひる                     |
| 第32回 (2019年度) | King Gnu                       |
| 第33回 (2020年度) | 藤井風                         |
| 第34回 (2021年度) | 角野隼斗                       |
| 第35回 (2022年度) | リナ・サワヤマ                 |
| 第36回 (2023年度) | 松井秀太郎（トランペット奏者） |